# Henriette Catharina von Oranien-Nassau

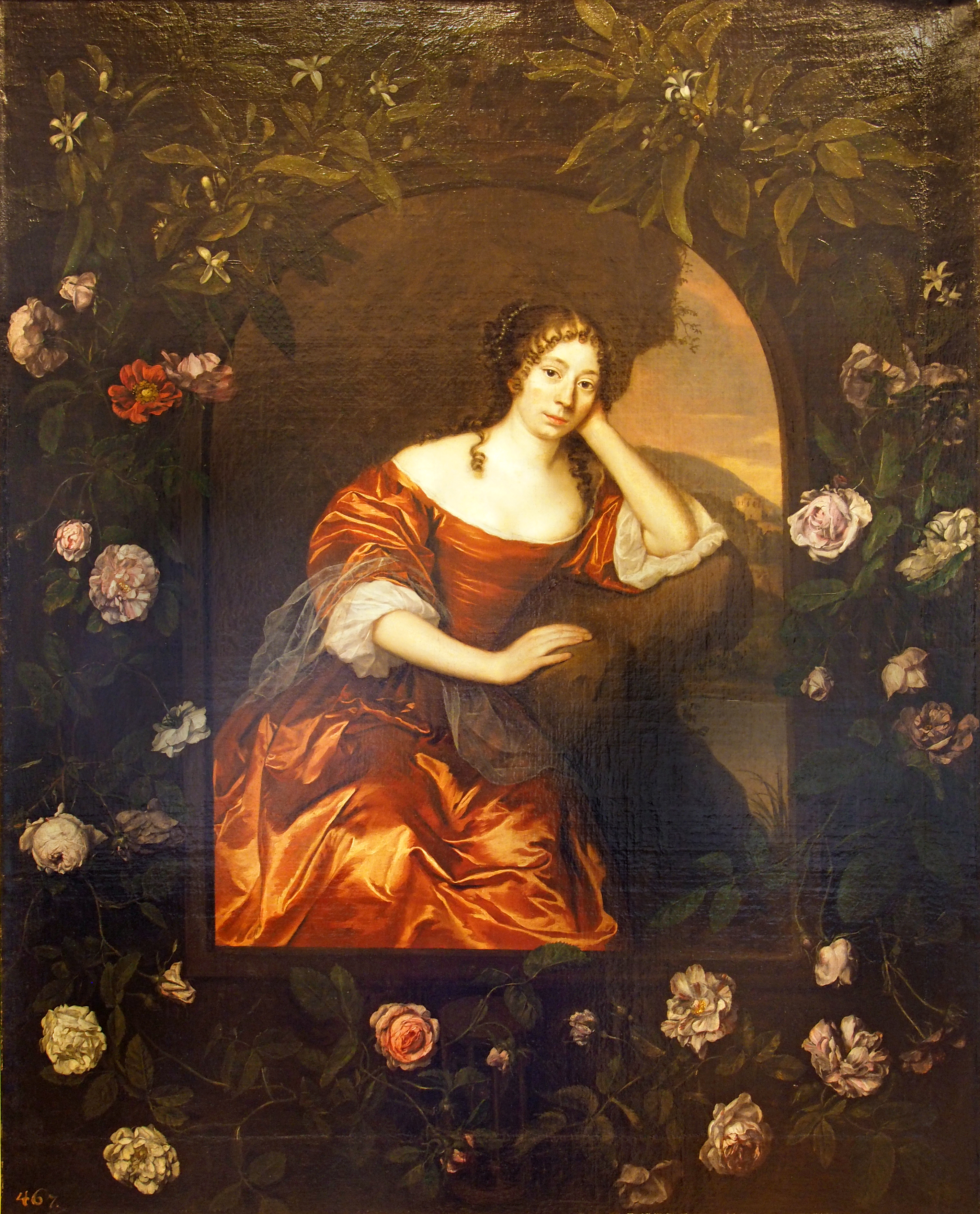
Jan Mytens, Fürstin Henriette Catharina von Anhalt-Dessau, geb. Prinzessin von Oranien-Nassau (1665/66)

Henriette Catharina von Oranien-Nassau (* 31. Januarjul. / 10. Februar 1637greg. in Den Haag; † 4. November 1708 in Schloss Oranienbaum) war eine niederländische Prinzessin aus dem Haus Oranien und durch Heirat Fürstin von Anhalt-Dessau.

## Leben
Henriette Catharina war die dritte der vier Töchter von Prinz Friedrich Heinrich von Oranien und dessen Frau Amalie zu Solms-Braunfels, die das Erwachsenenalter erreichten. Im Jahr 1642 wurde sie als Kind mit dem ebenfalls noch minderjährigen Grafen Enno Ludwig von Ostfriesland verlobt. Später verweigerte Henriette Catharina jedoch erfolgreich die Hochzeit mit dem Grafen von Ostfriesland, die Verlobung wurde gelöst.

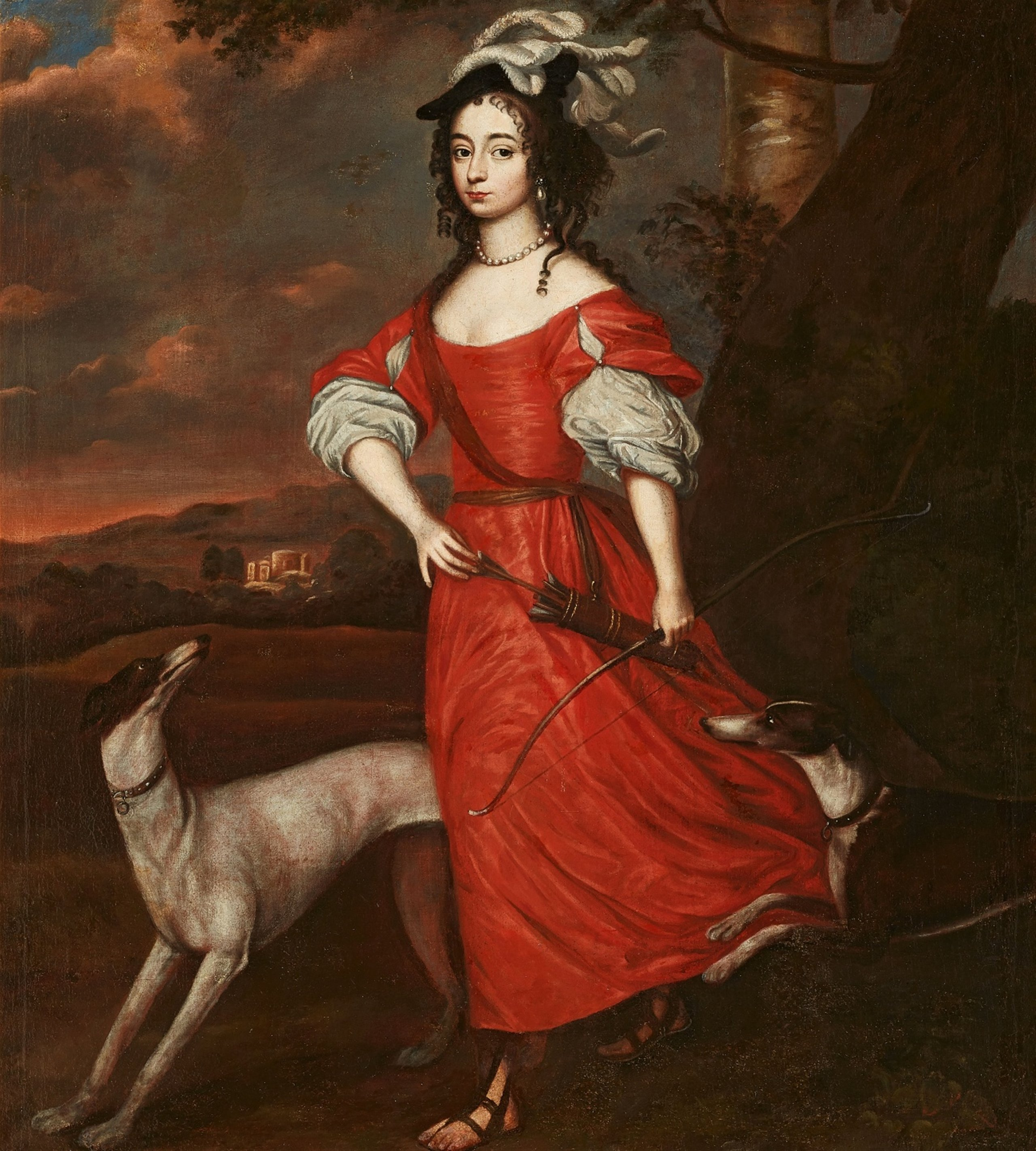
Henriette Catharina (1637–1708), Jugendbildnis von Honthorst

Durch die Vermittlung ihres Schwagers Kurfürst Friedrich Wilhelm von Brandenburg kam am 9. Juli 1659 die Heirat mit Fürst Johann Georg II. von Anhalt-Dessau in der niederländischen Stadt Groningen zustande. Diese Hochzeit war die Grundlage für ein lange währendes gutes familiäres Verhältnis zwischen dem Fürstentum Anhalt-Dessau und dem Kurfürstentum Brandenburg bzw. Königreich Preußen.
Als Fürstin beteiligte sich Henriette Catharina am Aufbau und an der Entwicklung des relativ armen Fürstentums. Im Jahr 1660 erhielt sie das Dorf Nischwitz als persönlichen Besitz, welches 1673 in Erinnerung an ihre Herkunft in Oranienbaum umbenannt wurde. Ab 1683 ließ sie hier Stadt, Park und Schloss Oranienbaum als ihre persönliche Residenz errichten, die Stadt verfügt über eine barocke, rasterartige Grundstruktur, das Schloss des aus Utrecht stammenden Architekten Cornelis Ryckwaert hat niederländischen Charakter. Nach dem Tod ihres Gatten Johann Georg II. im Jahr 1693 ließ sie Schloss Oranienbaum zum Witwensitz ausbauen, den sie bis zu ihrem Tod bewohnte. Sie ließ dort 1669 eine Glashütte und 1693 ein Brauhaus errichten, seit 1693 wurde Tabak in Oranienbaum angebaut und verarbeitet.
Schloss Oranienbaum ist eines von vier nach dem Hause Oranien benannten Schlössern in Deutschland. Sie wurden für vier Schwestern errichtet, Töchter des niederländischen Statthalters Friedrich Heinrich Fürst von Oranien-Nassau und dessen Frau Amalie zu Solms-Braunfels, die mit deutschen Herrschern verheiratet worden waren. Neben Oranienbaum, dem Schloss von Henriette Catharina, sind dies Schloss Oranienburg bei Berlin (für Luise Henriette von Brandenburg), Schloss Oranienstein bei Diez (für Albertine Agnes von Nassau-Dietz) und das – nicht mehr existierende – Schloss Oranienhof bei Bad Kreuznach (für Marie von Pfalz-Simmern).

## Nachkommen
Henriette Catharina hatte aus ihrer 1659 mit Johann Georg II. von Anhalt-Dessau geschlossenen Ehe zehn Kinder:
- Amalie Ludovika (*/† 1660)
- Henriette Amalie (*/† 1662)
- Friedrich Kasimir, Erbprinz von Anhalt-Dessau (1663–1665)
- Elisabeth Albertine (1665–1706); ⚭ Heinrich von Sachsen-Weißenfels-Barby (1657–1728)
- Henriette Amalie (1666–1726); ⚭ Heinrich Casimir II. von Nassau-Dietz (1657–1696)
- Luise Sofie (1667–1678)
- Marie Eleonore (1671–1756); ⚭ Prinz Jerzy Józef Radziwiłł (1668–1689)
- Henriette Agnes (1674–1729)
- Leopold I. (1676–1747), der alte Dessauer
- Johanna Charlotte (1682–1750); ⚭ Philipp Wilhelm von Brandenburg-Schwedt (1669–1711)

An die zehn Kinder sollen die zehn Früchte des Oraniermonuments in Oranienbaum erinnern.